# Боримский, Иван Арсеньевич
Иван Арсеньевич Боримский (укр. Іван Арсеньович Боримський; род. 1951) — директор сельскохозяйственного общества «Луч» Калиновского района Винницкой области. Герой Украины (2013).

## Биография
Родился 23 января 1951 года в селе Софиевка (ныне Радовка) Калиновского района Винницкой области.
После службы в Советской Армии учился в Белоцерковском сельскохозяйственном институте, который окончил в 1976 году, получив специальность агронома.
Работал в Радовке руководителем отделения, затем заместителем председателя колхоза.
С января 1980 года и по настоящее время — возглавляет сельскохозяйственное общество «Проминь» («Луч»), которое было образовано в 1993 году и находится в селе Черепашинцы Калиновского района Винницкой области Украины.
Женат, вместе с женой — Алёной Анатольевной — вырастили двух дочерей.

## Награды
- Звание Герой Украины с вручением ордена Державы (24 августа 2013 года) — за выдающиеся личные заслуги перед Украинским государством в развитии сельскохозяйственного производства, внедрение прогрессивных технологий и современных форм хозяйствования, многолетний самоотверженный труд[2]
- Орден «За заслуги» I степени (23 августа 2011)[3], II степени (22 июня 2007)[4], III степени (22 августа 2003)[5]
- Медаль «20 лет независимости Украины» (19 августа 2011)[6]
- Медаль «25 лет независимости Украины» (19 августа 2016)[7]
- Заслуженный работник сельского хозяйства Украины (27 января 2001)[8]
- Награждён Почетным знаком «За заслуги перед Винничиной».[9]